# Моївський сад-парк
Моївський сад-парк — ландшафтний заказник місцевого значення.
Розташований у долині р. Бушанки, у с. Моївка Могилів-Подільського району Вінницької області. Оголошений відповідно до рішення 4 сесії Вінницької обласної Ради 5 скликання № 1138 від 25.10.2010 р.
Охороняється старовинний парк, заснований у 1848 році паном Маньковським Вацлавом Сивйриновичем на основі природного лісового масиву на схилі р. Бушанки, разом з будівництвом маєтку та цукрового заводу. Площа парку 7,48 га. В парку проростає близько 98 видів дерев, орієнтовна кість — 5000 дерев та чагарників. В основному різновидності ясена, кленів, каштанів, дуба, граба, сосни, модрини, ялини та інших. До території парку прилягає ставок, водне плесо якого становить 44 га. Парк має оздоровче та естетичне значення. На даний час використовується для культурно масових та спортивних заходів.
Під час революції 1917 року маєток був розібраний селянами. На даний час залишились приміщення, де проживав економ і управляючий (зараз приміщення Моївської амбулаторії ЗПСМ), а також кам'яні столики і лава.